# عبد الصمد الديالمي
عبد الصمد الديالمي أستاذ بجامعة سيدي محمد بن عبد الله بالمغرب، مهتم بعلم الاجتماع. عرفت له دراسات عديدة حول الجنس والأصولية وتداعيات ذلك على المجتمع المغربي.

## مسيرته
شغل منصب أستاذ علم اجتماع بجامعة سيدي محمد بن عبد الله بفاس منذ عام 1977، ومدير «مختبر الدراسات الاجتماعية حول الصحة» بنفس الجامعة. وهو عضو في هيئة تحرير مجلة Social Compass المتخصصة في علم اجتماع الأديان والصادرة في لندن عن جامعة «لوفان لا نوف» في بلجيكا - Louvain-La-Neuve. له الكثير من الكتب والمقالات (المنشورة في مجلات دولية متخصصة) باللغات العربية والفرنسية والإنجليزية.
أشرف على دراسات منشورة حول الهجرة والطفل والصحة. وفي مناسبات عدة، عمل كمستشار-خبير لدى هيئات دولية مثل «المنظمة العالمية للصحة» و«المنظمة العالمية للسكان» «والمنظمة العالمية للطفولة».

## أعماله
من بين كتبه الأساسية:
- «المرأة والجنس في المغرب» (1985)
- «السكن، الجنس والإسلام» (1996)
- «نسائية، أصولية، صوفية» (1997)
- «الشباب، السيدا والإسلام» (2000)
- «سوسيولوجيا الجنسانية العربية» (2011)